# Litwa na Zimowych Igrzyskach Olimpijskich 2014
Litwę na Zimowych Igrzyskach Olimpijskich 2014 reprezentowało 9 zawodników.

## Biathlon

### Kobiety
- Diana Rasimovičiūtė

| Konkurencja       | Zawodniczka         | Czas    | Miejsce |
| ----------------- | ------------------- | ------- | ------- |
| Sprint            | Diana Rasimovičiūtė | 23:18,6 | 51.     |
| Bieg pościgowy    | Diana Rasimovičiūtė | 34:07,1 | 43.     |
| Bieg indywidualny | Diana Rasimovičiūtė | 49:32,5 | 42.     |
| Bieg masowy       | Diana Rasimovičiūtė | -       | -       |
| Sztafeta          | Diana Rasimovičiūtė | -       | -       |

### Mężczyźni
- Tomas Kaukėnas

| Konkurencja       | Zawodnik       | Czas    | Strzelanie | Miejsce |
| ----------------- | -------------- | ------- | ---------- | ------- |
| Sprint            | Tomas Kaukėnas | 26:26,2 | 0+2        | 48.     |
| Bieg pościgowy    | Tomas Kaukėnas | 36:49,8 | 1+0+0+2    | 40.     |
| Bieg indywidualny | Tomas Kaukėnas | 52:38,9 | 0+0+0+3    | 23.     |
| Bieg masowy       | Tomas Kaukėnas | -       | -          | -       |
| Sztafeta          | Tomas Kaukėnas | -       | -          | -       |

## Biegi narciarskie

### Kobiety
| Zawodnik              | Konkurencja       | Czas    | Pozycje |
| --------------------- | ----------------- | ------- | ------- |
| Ingrida Ardišauskaitė | Sprint            | 2:55,24 | 62.     |
| Ingrida Ardišauskaitė | Bieg indywidualny | 36:52,1 | 67.     |

### Mężczyźni
| Zawodnik         | Konkurencja       | Czas      | Pozycje |
| ---------------- | ----------------- | --------- | ------- |
| Vytautas Strolia | sprint            | 3:55,48   | 70.     |
| Vytautas Strolia | Bieg indywidualny | 45:08,0   | 70.     |
| Vytautas Strolia | Bieg łączony      | 1:20:37,2 | 67.     |

## Łyżwiarstwo figurowe

### Pary taneczne
| Zawodnik                              | Konkurencja   | Program krótki | Program krótki | Program dowolny | Program dowolny | Łączna nota | Pozycja |
| Zawodnik                              | Konkurencja   | Nota           | Pozycja        | Nota            | Pozycja         | Łączna nota | Pozycja |
| ------------------------------------- | ------------- | -------------- | -------------- | --------------- | --------------- | ----------- | ------- |
| Isabella Tobias / Deividas Stagniūnas | Pary taneczne | 56,40          | 17.            | 82,60           | 18.             | 139,00      | 17.     |

## Narciarstwo alpejskie

### Kobiety
| Zawodniczka         | Konkurencja   | Czas 1. przejazdu          | Czas 2. przejazdu          | Czas łączny                | Pozycje                    |
| ------------------- | ------------- | -------------------------- | -------------------------- | -------------------------- | -------------------------- |
| Ieva Januškevičiūtė | Slalom gigant | 1:36,79                    | Nie ukończyła 2. przejazdu | Nie ukończyła 2. przejazdu | Nie ukończyła 2. przejazdu |
| Ieva Januškevičiūtė | Slalom        | Nie ukończyła 1. przejazdu | Nie ukończyła 1. przejazdu | Nie ukończyła 1. przejazdu | Nie ukończyła 1. przejazdu |

### Mężczyźni
| Zawodnik       | Konkurencja      | Czas 1. przejazdu         | Czas 2. przejazdu         | Czas łączny               | Pozycje                   |
| -------------- | ---------------- | ------------------------- | ------------------------- | ------------------------- | ------------------------- |
| Rokas Zaveckas | Slalom gigant    | 1:36,06                   | 1:36,98                   | 3:13,04                   | 63.                       |
| Rokas Zaveckas | Slalom specjalny | Nie ukończył 1. przejazdu | Nie ukończył 1. przejazdu | Nie ukończył 1. przejazdu | Nie ukończył 1. przejazdu |

## Short track

### Kobiety
| Zawodniczka     | Konkurencja         | Kwalifikacje    | Kwalifikacje    | Ćwierćfinał        | Ćwierćfinał        | Półfinał           | Półfinał           | Finał              | Finał              |
| Zawodniczka     | Konkurencja         | Czas            | Miejsce         | Czas               | Miejsce            | Czas               | Miejsce            | Czas               | Miejsce            |
| --------------- | ------------------- | --------------- | --------------- | ------------------ | ------------------ | ------------------ | ------------------ | ------------------ | ------------------ |
| Agnė Sereikaitė | Bieg na 500 metrów  | 45,356          | 3.              | Nie awansowała     | Nie awansowała     | Nie awansowała     | Nie awansowała     | Nie awansowała     | 24.                |
| Agnė Sereikaitė | Bieg na 1000 metrów | Dyskwalifikacja | Dyskwalifikacja | Nie sklasyfikowana | Nie sklasyfikowana | Nie sklasyfikowana | Nie sklasyfikowana | Nie sklasyfikowana | Nie sklasyfikowana |
| Agnė Sereikaitė | Bieg na 1500 metrów | 2:21,900        | 3.              |                    |                    | 2:20,398           | 7.                 | Nie awansowała     | 16.                |